# Čestné občanství Spojených států amerických

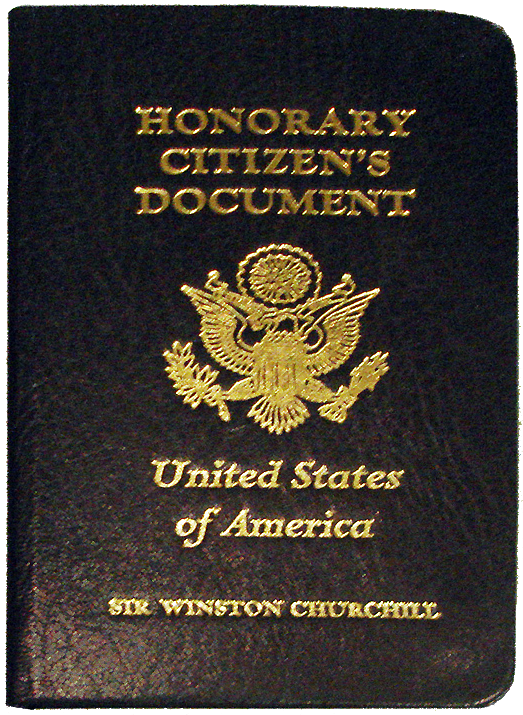
Identifikační dokument Winstona Churchilla, čestného občana USA

Čestné občanství Spojených států amerických je ocenění udělované kongresem USA na celostátní úrovni cizincům, kteří se výjimečně zasloužili o stát. Toto ocenění bylo uděleno pouze osmi lidem, z toho šesti in memoriam.
K udělení čestného občanství je přijat zvláštní zákon, který je schválen oběma komorami Kongresu, a který prezidentovi dává zmocnění a současně povinnost česné čestné občanství dané osobě udělit.

## Seznam
| Čestný občan                                                                      | Portrét | Udělení | Zákon        |
| --------------------------------------------------------------------------------- | ------- | ------- | ------------ |
| Winston Churchill (1874–1965) britský politik                                     |         | 1963    | P.L. 86-6    |
| Raoul Wallenberg (1912–1947/1952?) švédský diplomat                               |         | 1981    | P.L. 97-54   |
| William Penn (1644–1718) britský zakladatel Pensylvánie                           |         | 1984    | P.L. 98-516  |
| Hannah Pennová (1671–1727) správkyně kolonie Pensylvánie, manželka Williama Penna |         | 1984    | P.L. 98-516  |
| Matka Tereza (1910–1997), indická křesťanská misionářka albánského původu         |         | 1996    | P.L. 104-218 |
| Gilbert du Motier, markýz de La Fayette (1757–1834), francouzský generál          |         | 2002    | P.L. 107-209 |
| Casimir Pulaski (1745–1779), polský generál                                       |         | 2009    | P.L. 111-94  |
| Bernardo de Gálvez y Madrid (1746–1786), španělský generál a politik              |         | 2014    | P.L. 113-229 |